# تهران منسيموف
تهران منسيموف (بالأذرية: Tehran Mənsimov) – هو عقيد للقوات المسلحة الأذربيجانية، أحد زعماء الحرب الوطنية، وقائد القتال لتحرير شوشا في الفترة من 4 إلى 8 نوفمبر.

## سيرته
ولد تهران منسيموف في منطقة قوسار بتاريخ 24 أغسطس عام 1972. هو بجنسية ليزين. تخرج تهران منسيموف من المدرسة الثانوية في قوسار.

## خدمته العسكرية
تم تكريم  مقدم تهران منسيموف بوسام «للشجاعة» بأمر من رئيس جمهورية أذربيجان إلهام علييف رقم 860 في 24 يونيو عام 2005.
وحصل أيضا على ميدالية «من أجل الوطن» بموجب القرار من رئيس جمهورية أذربيجان إلهام علييف رقم 3006 في 20 يونيو عام 2017.
تهران منسيموف هو أحد قادة القوات الخاصة التابعة للجيش الأذربيجاني.
كان تهران منسيموف من قادة القوات الخاصة إثناء حرب مرتفعات قرة باغ 2020 التي بدأتها القوات المسلحة الأذربيجانية في 27 سبتمبر عام 2020 من أجل حماية السلامة الإقليمية لأذربيجان وتحرير الأراضي التي تحتلها أرمينيا. وكذلك كان قائدا في قتال التحرير لمدينة شوشا في الفترة من 4 إلى 8 نوفمبر.
تحت قيادته قامت وحدات القوات المسلحة الأذربيجانية بتحرير لمدينة شوشا من الاحتلال في الأجل القصير قي 8 نوفمبر عام 2020.
تم تكريم تهران منسيموف بوسام «العلم الأذربيجاني» بموجب القرار من رئيس جمهورية أذربيجان إلهام علييف في 15 ديسمبر عام 2020.